# Tamborská kultura
Tamborská kultura je označení pro archeologické naleziště v Indonésii, na ostrově Sumbawa. Na tomto místě se nacházela vesnice, která byla zcela zničena erupcí nedaleké sopky Tambora v roce 1815. Tato vesnice měla okolo 10 000 obyvatel. Průzkumníci na místě vesnice nalezli různé keramické, bronzové a skleněné nádoby, pozůstatky obydlí vesničanů a pozůstatky jejich těl podobné těm v Pompejích. Obyvatelé vesnice mluvili jazykem tambora, o kterém není téměř nic známo, je možné že to byl izolovaný jazyk, nejspíše poslední pozůstatek jazyků, kterými se v oblasti mluvilo před příchodem austronéských jazyků.
Je pravděpodobné, že lidé z Tambory obchodovali s jihovýchodní Asií, protože se tamborská keramika objevila také ve Vietnamu.